# Leichtathletik-Länderkampf der Frauen 1958 BR Deutschland – Sowjetunion
| 10. Leichtathletik-Länderkampf mit bundesdeutscher Beteiligung 1958 | 10. Leichtathletik-Länderkampf mit bundesdeutscher Beteiligung 1958 |               |
| ------------------------------------------------------------------- | ------------------------------------------------------------------- | ------------- |
|                                                                     |                                                                     |               |
| Ländervergleich der Frauen: BR Deutschland – Sowjetunion            |                                                                     |               |
| Austragungsort                                                      | München                                                             |               |
| Wettbewerbe                                                         | 11                                                                  |               |
| Datum                                                               | 23. September 1958                                                  |               |
| 1. URS 2. FRG                                                       | 81 Punkte 40 Punkte                                                 |               |
| Chronik                                                             |                                                                     |               |
| ← FRG-URS (M)                                                       | FRG-ITA (F) →                                                       | FRG-ITA (F) → |

Im zehnten Vergleich des Leichtathletik-Länderkämpfe mit bundesdeutscher Beteiligung 1958 trafen auch Deutschlands Frauen einen Tag nach dem Länderkampf der Männer in Augsburg zum ersten Mal auf die Sowjetunion. Am 23. September wurde ihre Begegnung in München ausgetragen. Die sowjetischen Leichtathletinnen waren als die damals weltbeste Leichtathletiknation ein noch stärkerer Kontrahent als ihre männlichen Landsleute.

## Wettbewerbe und Modus
Ausgetragenen wurden die bei Länderkämpfen üblichen elf Disziplinen. Darunter befanden sich alle neun der damals olympischen Frauendisziplinen und darüber hinaus wurden gab es Rennen über 400 Meter (ins olympische Programm der Frauen aufgenommen im Jahr 1964) und 800 Meter (olympisch für Frauen ab 1960). In den Einzeldisziplinen wurde nach dem Standardsystem gewertet, in der Staffel mit sieben zu vier Punkten.

## Ergebnis
Hier standen die bundesdeutschen Leichtathletinnen auf verlorenem Posten. Die starken sowjetischen Sportlerinnen entschieden ausnahmslos alle Wettbewerbe für sich, vier Mal auch mit Doppelerfolgen. So blieb die Bundesrepublik Deutschland in diesem Aufeinandertreffen chancenlos und verlor klar mit vierzig zu 81 Punkten.

## Resultate

### 100 m
| Platz | Athletin              | Land | Zeit (s) |
| ----- | --------------------- | ---- | -------- |
| 1     | Wera Krepkina         | URS  | 11,9     |
| 2     | Edeltraud Eiberle     | FRG  | 12,0     |
| 3     | Walentina Maslowskaja | URS  | 12,1     |
| 4     | Inge Fuhrmann         | FRG  | 12,2     |

### 200 m
| Platz | Athletin       | Land | Zeit (s) |
| ----- | -------------- | ---- | -------- |
| 1     | Wera Sabelina  | URS  | 24,4     |
| 2     | Marija Itkina  | URS  | 24,6     |
| 3     | Inge Fuhrmann  | FRG  | 24,7     |
| 4     | Christiane Voß | FRG  | 25,2     |

### 400 m
| Platz | Athletin           | Land | Zeit (s) |
| ----- | ------------------ | ---- | -------- |
| 1     | Marija Itkina      | URS  | 54,2     |
| 2     | Jekaterina Parljuk | URS  | 55,2     |
| 3     | Maria Jeibmann     | FRG  | 57,5     |
| 4     | Ulrike Lehr        | FRG  | 59,5     |

### 800 m
| Platz | Athletin               | Land | Zeit (min) |
| ----- | ---------------------- | ---- | ---------- |
| 1     | Jelisaweta Jermolajewa | URS  | 2:06,6     |
| 2     | Dsidra Lewicka         | URS  | 2:07,6     |
| 3     | Ariane Döser           | FRG  | 2:09,4     |
| 4     | Edith Schiller         | FRG  | 2:10,1     |

### 80 m Hürden
| Platz | Athletin          | Land | Zeit (s) |
| ----- | ----------------- | ---- | -------- |
| 1     | Galina Bystrowa   | URS  | 11,0     |
| 2     | Edeltraud Eiberle | FRG  | 11,2     |
| 3     | Nelli Jelissejewa | URS  | 11,3     |
| 4     | Zenta Kopp        | FRG  | 11,4     |

### 4 × 100 m Staffel
| Platz | Besetzung      | Land                                                           | Zeit (s) |
| ----- | -------------- | -------------------------------------------------------------- | -------- |
| 1     | Sowjetunion    | Wera Krepkina Linda Kepp Nonna Poljakowa Walentina Maslowskaja | 46,0     |
| 2     | BR Deutschland | Christiane Voß Inge Fuhrmann Maren Collin Edeltraud Eiberle    | 47,6     |

### Hochsprung
| Platz | Athletin              | Land | Höhe (m) |
| ----- | --------------------- | ---- | -------- |
| 1     | Taissija Tschentschik | URS  | 1,63     |
| 2     | Inge Kilian           | FRG  | 1,63     |
| 3     | Galina Dolja          | URS  | 1,63     |
| 4     | Heidi Maasberg        | FRG  | 1,55     |

### Weitsprung
| Platz | Athletin              | Land | Weite (m) |
| ----- | --------------------- | ---- | --------- |
| 1     | Nina Protschenko      | URS  | 6,08      |
| 2     | Walentina Litujewa    | URS  | 5,91      |
| 3     | Liesel Jakobi         | FRG  | 5,89      |
| 4     | Anneliese Seonbuchner | FRG  | 5,88      |

### Kugelstoßen
| Platz | Athletin             | Land | Weite (m) |
| ----- | -------------------- | ---- | --------- |
| 1     | Tamara Press         | URS  | 16,50     |
| 2     | Tamara Tyschkewitsch | URS  | 15,65     |
| 3     | Marianne Werner      | FRG  | 15,20     |
| 4     | Mathilde Hartl       | FRG  | 14,58     |

### Diskuswurf
| Platz | Athletin           | Land | Weite (m) |
| ----- | ------------------ | ---- | --------- |
| 1     | Tamara Press       | URS  | 53,41     |
| 2     | Kriemhild Hausmann | FRG  | 51,56     |
| 3     | Jewgenia Kusnezowa | URS  | 49,94     |
| 4     | Gudrun Kapolke     | FRG  | 46,03     |

### Speerwurf
| Platz | Athletin           | Land | Weite (m) |
| ----- | ------------------ | ---- | --------- |
| 1     | Birutė Zalogaityte | URS  | 54,24     |
| 2     | Almut Brömmel      | FRG  | 51,20     |
| 3     | Jutta Neumann      | FRG  | 48,94     |
| 4     | Eleonora Bogun     | URS  | 48,46     |